# Henryk Gdawiec
Henryk Gdawiec (ur. 7 kwietnia 1950 w Piekarach Śląskich, zm. 25 czerwca 2016 w Tychach) – polski piłkarz grający na pozycji obrońcy, trener. Zawodnik górnośląskich klubów.

## Kariera piłkarska

### Polonia Bytom
Henryk Gdawiec karierę piłkarską rozpoczął w juniorach Polonii Piekary Śląskie, w której również rozpoczął karierę profesjonalną.
W 1968 roku został zawodnikiem Polonii Bytom, w barwach której 23 marca 1969 roku w przegranym 1:0 meczu wyjazdowym z Zagłębiem Wałbrzych zadebiutował w ekstraklasie. W sezonie 1968/1969 rozegrał 2 mecze ligowe, natomiast Królowa Śląska zakończyła rozgrywki ligowe na 3. miejscu. W następnych latach był już kluczowym zawodnikiem klubu, z którym w sezonie 1972/1973 dotarł do finału Pucharu Polski, w którym 17 czerwca 1973 roku na Stadionie im. 22 lipca w Poznaniu przegrał po serii rzutów karnych 2:4 (po dogrywce 0:0) z Legią Warszawa. Z klubu odszedł po jego spadku z ekstraklasy w sezonie 1975/1976.

### GKS Tychy
Następnym klubem w karierze Gdawca było GKS Tychy, w sezonie 1976/1977 dotarł do ćwierćfinału Pucharu Polski, w którym przegrało 2:1 z Legią Warszawa oraz grał w Pucharze UEFA, w którym Tyszanie zakończyli rozgrywki już po pierwszej rundzie po przegranej rywalizacji z naszpikowanym gwiazdami niemieckim FC Köln (0:2, 1:1), w którym wówczas grali m.in.: Heinz Flohe, Wolfgang Overath, Harald Schumacher. Natomiast w ekstraklasie zajął przedostatnie – 15. miejsce w tabeli ligowej i tym samym spadł do II ligi. Z klubu odszedł po sezonie 1980/1981.

### Polonia Łaziska Górne
Następnie został zawodnikiem Polonii Łaziska Górne, z którym w sezonie 1981/1982 dotarł do 1/16 finału Pucharu Polski, w którym przegrało 0:2 z Zagłębiem Sosnowiec, a po sezonie 1986/1987 zakończył karierę piłkarską.
Łącznie w ekstraklasie rozegrał 199 meczów, w których zdobył 6 goli.

## Kariera trenerska
Henryk Gdawiec po zakończeniu kariery piłkarskiej trenował w występującej wówczas w klasie B rezerwy Polonii Łaziska Górne, z którą awansował do klasy A.

## Sukcesy

### Zawodnicze
Polonia Bytom
- 3. miejsce w ekstraklasie: 1969
- Finał Pucharu Polski: 1973

GKS Tychy
- Ćwierćfinał Pucharu Polski: 1977

Polonia Łaziska Górne
- 1/16 finału Pucharu Polski: 1982

### Trenerskie
- Awans do klasy A

## Życie prywatne
Henryk Gdawiec mieszkał w Tychach na osiedlu H, piętro niżej od kolegi z GKS Tychy – Kazimierza Szachnitowskiego. Pracował w firmie ochroniarskiej. Zmarł 25 czerwca 2016 roku w Tychach po długiej chorobie.